# Canis lupus ligoni
El lobo del archipiélago Alexander, Canis lupus ligoni, (también conocido como lobo de las islas) es una subespecie del lobo gris. Los lobos costeros del sureste de Alaska habitan el área que incluye el archipiélago Alexander, sus islas y una estrecha franja de costa escarpada que está biológicamente aislada del resto de América del Norte por las montañas Costeras.
El Bosque Nacional Tongass comprende aproximadamente el 80% de la región. En 1993, una petición para incluir al lobo del Archipiélago Alexander como amenazado bajo la Ley de Especies en Peligro de Estados Unidos. Fue presentada ante el Servicio de Pesca y Vida Silvestre de los Estados Unidos. La agencia decidió en 1997 que la inclusión en la lista no estaba justificada en ese momento. Mientras tanto, se publicó una evaluación de conservación de la especie de múltiples agencias. En 2011, se presentó al Servicio de Pesca y Vida Silvestre una segunda petición para incluir la especie como amenazada o en peligro de extinción. Hacía referencia a estudios científicos y otra información que había surgido durante los 14 años intermedios. En marzo de 2014, en respuesta a la petición, la agencia hizo un hallazgo inicial positivo de que incluir a la especie como amenazada o en peligro de extinción "puede estar justificada" y que preparará una revisión de estado formal.

## Taxonomía
Este lobo es reconocido como una subespecie de Canis lupus en la autoridad taxonómica Mammal Species of the World (2005). Los primeros taxonomistas pudieron determinar que el lobo del Archipiélago de Alexander era su propia subespecie única debido a "características craneales comunes". Los taxonomistas han sugerido más recientemente que la especie puede haberse originado en otra subespecie conocida como C. l. nubilis.
Los estudios que utilizan ADN mitocondrial han indicado que los lobos de la costa sureste de Alaska son genéticamente distintos de los lobos grises del interior, lo que refleja un patrón también observado en otros taxones. Muestran una relación filogenética con los lobos extirpados del sur (Oklahoma), lo que indica que estos lobos son los últimos restos de un grupo una vez extendido que ha sido en gran parte extirpado durante el siglo pasado, y que los lobos del norte de América del Norte se habían expandido originalmente desde los refugios del sur debajo de la glaciación de Wisconsin después de que el hielo se derritiera al final del último máximo glacial. Estos hallazgos ponen en duda la clasificación taxonómica de C. l. nulibus propuesto por Nowak. Otro estudio encontró que los lobos de la costa de la Columbia Británica eran genética y ecológicamente distintos de los lobos del interior, incluidos otros lobos del interior de la Columbia Británica. Un estudio de los tres lobos costeros indicó una estrecha relación filogenética entre regiones que son geográfica y ecológicamente contiguas, y el estudio propuso que C. l. ligoni (lobo del archipiélago de Alejandro), C. l. columbianus (lobo de Columbia Británica) y C. l. crassodon (lobo de Vancouver) debe reconocerse como una sola subespecie de C. lupus.
En 2016, dos estudios compararon las secuencias de ADN de 42,000 polimorfismos de un solo nucleótido en lobos grises de América del Norte y encontraron que los lobos costeros eran genética y fenotípicamente distintos de otros lobos. Comparten el mismo hábitat y especies de presas, y forman uno de los seis ecotipos identificados en el estudio : una población genética y ecológicamente distinta separada de otras poblaciones por sus diferentes tipos de hábitat. La adaptación local de un ecotipo de lobo probablemente refleja la preferencia del lobo de permanecer en el tipo de hábitat en el que nació. Los lobos que se alimentan de peces y ciervos pequeños en ambientes costeros húmedos tienden a ser más pequeños que otros lobos.

## Fisiología

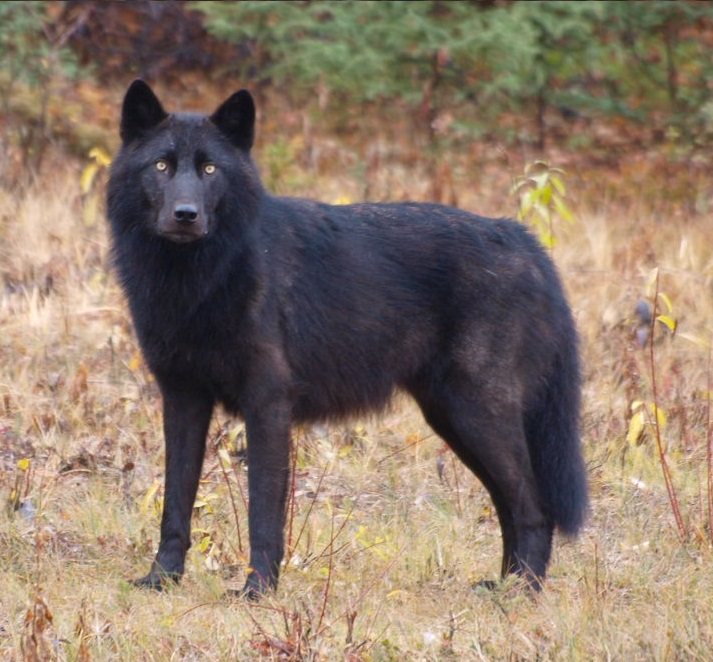
Black Canis lupus.jpg
Descripción:Lobo negro (Canis Lupus) que se está asentando en el territorio aborigen de Lower Post en British Columbia, Canada, localizado en la carretera 97 de Alaska.
Licencia:CC BY-SA 2.0
Fecha:2010-10-10 12:43:43
Autor:Bruce McKay
Categorías:1 wolf, Canis lupus (melanism), Canis lupus columbianus, Side views of gray wolves
Ver imagen en Wikimedia Commons

### Descripción
Típicamente más pequeño que las otras subespecies de lobo de América del Norte, el lobo del Archipiélago Alexander tiene un promedio de entre 30 y 50 libras (14 y 23 kg). 3½ pies (1,1 m) de largo y 2 pies (0,61 m) de altura en el hombro. Su pelaje es generalmente de un gris oscuro, con diferentes patrones de tonos más claros. Los individuos de diferentes islas del archipiélago tienen una propensión a diferentes fases de color, desde el negro puro a combinaciones de blanco y negro hasta un color canela mucho más brillante.

### Hábitos dietéticos
La presa principal de esta especie es el venado de Sitka, que comprende hasta el 90% de la dieta de un individuo. La siguiente especie consumida más cercana, menos del 10%, es el castor norteamericano. El lobo promedio del Archipiélago Alexander come aproximadamente 26 ciervos por año. Este hábito de alimentarse casi por completo de una sola especie es peculiar de este lobo y no se ve en otras especies de lobos de América del Norte. Esta subespecie consume grandes cantidades de salmón además de ciervos, castores, cabras montesas y pequeños mamíferos. El salmón constituye alrededor del 10-25% de su dieta. Se atribuye al salmón el hecho de permitir que la subespecie tenga una de las tasas de supervivencia de crías más altas (90%) de la especie.

## Distribución, población y repoblación

### Distribución
El territorio del lobo del archipiélago de Alexander cubre todo el sureste de Alaska (el territorio de Alaska) excepto las islas Admiralty, Baranof y Chichagof.
Una estimación de la población realizada a mediados de la década de 1990 con un estudio de collar radioeléctrico produjo una estimación de la población de toda la región de 750 a 1100, con una población de otoño de 1994 (antes de la temporada de captura) estimada en 908. Ese estudio se realizó en Prince of Wales Island, y la estimación para toda la región se realizó mediante una extrapolación basada en la capacidad variable del hábitat para las presas. Se estimó que la población del Príncipe de Gales era de 300 a 350 habitantes.
De Environment New Jersey: "El lobo del archipiélago Alexander es una de las subespecies de lobos más raras del mundo, y las islas que componen el Bosque Nacional Tongass son su único hogar en los Estados Unidos. Están severamente amenazadas. En 2014, los lobos la población se redujo de 200 a alrededor de 60 lobos, una caída de aproximadamente el 70 por ciento en solo un año".
Durante el trabajo de campo en el verano de 2010, el Departamento de Pesca y Caza de Alaska (ADFG) determinó que la población de lobos de la isla Príncipe de Gales ha disminuido drásticamente recientemente. ADFG no pudo recolectar suficientes excrementos de lobo para hacer una estimación de la población basada en el ADN. Según se informa, "sólo una 'pequeña fracción' del número esperado de excrementos" se encontró durante este esfuerzo, en el que se verificaron varios sitios de denning conocidos y se verificaron transectos en una extensa parte de la isla. En una propuesta reglamentaria para la reunión de noviembre de 2010 de Alaska Board of Game para ayudar a proteger la especie, ADFG estimó que la población de lobos de la isla era 150, menos de la mitad o más de los 300-350 para la isla determinada por el estudio del collar radioeléctrico de la década de 1990.

### Reproducción
En el sureste de Alaska, las crías generalmente nacen durante las últimas 2 semanas de abril. Las madrigueras generalmente se construyen de 4 a 5 semanas antes del nacimiento, entre las raíces de los árboles, en pequeñas cuevas o grietas en las rocas, refugios de castores abandonados o madrigueras de mamíferos expandidas.

## Historia - gerencial y política
El lobo del archipiélago Alexander llegó por primera vez a Alaska en algún momento entre 7.000 y 8.000 años atrás, después del final del período de glaciación de Wisconsin. Es probable que la especie estuviera siguiendo la migración de los ciervos de Sitka mientras viajaban hacia el norte debido al cambio geográfico y climático en el área. La primera observación de preocupación por la posible inestabilidad de la población de lobos del Archipiélago Alexander fue realizada por un comité interinstitucional patrocinado por el Servicio Forestal de los Estados Unidos. Esta preocupación surgió debido a la tala extensiva que se está llevando a cabo en el bosque de la región, bajo el Plan de Manejo de Tierras de Tongass.

### Petición de la Ley de Especies en Peligro de Extinción - 1993 a 1997
La Fundación Legal de Biodiversidad y un biólogo independiente presentaron una petición al Servicio de Pesca y Vida Silvestre de los Estados Unidos (FWS) en diciembre de 1993, solicitando que el lobo del Archipiélago Alexander se incluyera como una especie amenazada bajo la Ley de Especies en Peligro de Extinción. La agencia publicó un hallazgo positivo de 90 días en el Registro Federal el 20 de mayo de 1994, pero cerca de fin de año, emitió otro hallazgo de que "no se justifica la inclusión en la lista en este momento", pero que si la tala no se redujo o áreas de reserva creadas, la "viabilidad a largo plazo del lobo del Archipiélago Alexander está seriamente en peligro". Para evaluar mejor el estado de la especie, el FWS ordenó que se hiciera una evaluación de conservación en términos de datos específicos de la especie y su viabilidad para el futuro.
Después de que se completó la evaluación, se llevaron a cabo más estudios para comprender exactamente cómo encaja el lobo del archipiélago Alexander en la cadena alimentaria y qué efecto causaría la tala extensiva. Después de un estudio que, entre 1995 y 2045, se supuso que la población del lobo del archipiélago Alexander "disminuyó hasta en un 25%", junto con la población de ciervos Sitka disminuyendo en un 28% en el mismo tiempo.
En 1994, el FWS emitió un memorando que decía que "no proteger al lobo sería la 'opción menos controvertida'". Esto fue en lo que respecta a las empresas madereras y los cabilderos que se oponían a las restricciones sobre la tala en el área, lo que crearía la protección del lobo del Archipiélago Alexander. En 1997, la petición fue denegada debido a las conclusiones de que los lobos en el sureste de Alaska no estarían en peligro de extinción en el futuro previsible.
Jack Ward Thomas escribió en su libro, Jack Ward Thomas: the journals of a Forest Service chief, sobre una reunión celebrada en 1995 con respecto a una consideración del Servicio Forestal para incluir al lobo del Archipiélago Alexander y al Busardo colirrojo como amenazados. La reunión fue entre Thomas, el subsecretario James Lyons, la subsecretaria adjunta Adela Backiel y el forestal regional de Alaska Phil Janik, todos en nombre del Servicio Forestal, y Ted Stevens, Frank Murkowski y Don Young. El argumento principal fue de Stevens, Murkowski y Young, quienes creían que el Servicio Forestal estaba tratando de limitar a propósito el mercado de la madera en Alaska. Exigieron que las dos especies no se incluyan en la lista o que se siga una legislación negativa, lo que probablemente resulte en recortes presupuestarios y de personal para el Servicio Forestal.
El Plan de Manejo de Tierras de Tongass (plan forestal) fue revisado en 1997 después de una inmensa presión de grupos ambientalistas para incluir al lobo del Archipiélago Alexander como amenazado. El plan incluía un estándar y una guía para mantener una capacidad de carga de hábitat de al menos 18 ciervos Sitka por milla cuadrada para proporcionar presas adecuadas y limitar la densidad de caminos (es decir, millas de camino por milla cuadrada). El plan forestal también estableció un sistema de reservas de hábitat. Sobre la base del nuevo plan, poco después, FWS tomó la determinación final de que incluir al lobo como amenazado no estaba justificado.

### Otra petición de la Ley de especies en peligro de extinción - 2011
En 2011, el 10 de agosto de 2011, el Centro para la Diversidad Biológica y Greenpeace presentó al Servicio de Pesca y Vida Silvestre de los Estados Unidos una petición de 103 páginas para incluir al lobo del Archipiélago Alexander como una especie amenazada o en peligro de extinción en virtud de la Ley de Especies en Peligro de Extinción. La petición solicitó la consideración de una lista separada de la población de la isla Príncipe de Gales porque se cree que es un segmento de población distinto, así como una lista para la subespecie en su conjunto.
En marzo de 2014, la agencia publicó un hallazgo en el Registro Federal de que incluir al lobo del Archipiélago Alexander "puede estar justificado". El hallazgo fue positivo en tres de los cinco factores que la Ley de Especies en Peligro requiere que la agencia considere. Éstos son: "la destrucción, modificación o reducción actual o amenazada de su hábitat o área de distribución"; sobreutilización; y "la insuficiencia de los mecanismos regulatorios existentes". Al hacer su hallazgo, la agencia abrió un período de comentario público de 60 días, después del cual procederá a hacer una revisión formal del estado de la especie seguida de una decisión final sobre la inclusión. Se cuestiona cuánto tiempo puede llevar. Las agencias dicen que pueden ser necesarios varios años para obtener fondos para completar la revisión, pero 3 días después de que se publicó el hallazgo, los peticionarios notificaron a la agencia que tienen la intención de demandar para acelerar el proceso.
El FWS preferiría dejar el manejo del lobo al estado, si el estado crea un plan viable para la conservación del lobo; sin embargo, el servicio enumerará las especies si determina que hacerlo es necesario para proteger la existencia de la especie. El supervisor del Bosque Nacional Tongass, Forrest Cole, dijo que el Servicio Forestal cooperará con el FWS en la evaluación del estado de la especie.
La División de Conservación de la Vida Silvestre del Departamento de Pesca y Caza de Alaska no cree que el lobo del Archipiélago Alexander esté en riesgo ahora o amenazado con el riesgo de extinción en el futuro previsible. Sin embargo, el investigador principal de la división sobre el estado de la especie, el Dr. David Person, quien estuvo involucrado en ese esfuerzo durante 22 años, renunció a la agencia en mayo de 2013 y posteriormente escribió una declaración sobre la madera de Big Thorne del Servicio Forestal. venta, que el ecosistema depredador-presa, incluidos los lobos, en la isla Príncipe de Gales está amenazado de colapso debido a los impactos acumulativos de la tala y los caminos de tala.

### Litigio
Greenpeace y el Cascadia Wildlands Project señalaron en 2008 [3] que se sabía que los datos que utilizaba el Servicio Forestal eran propensos a sobreestimar la capacidad de carga de los ciervos, la principal presa de los lobos. Además, el factor de conversión, conocido como el "multiplicador de ciervos", utilizado en los cálculos se aplicó incorrectamente, lo que provocó una sobreestimación del 30% de la capacidad de carga y la correspondiente subestimación de los impactos. Las dos organizaciones determinaron, en total, que la capacidad de carga del ciervo Sitka en lugares a lo largo del Tongass había sido sobrestimada en general por el Servicio Forestal en su planificación maderera, hasta en un 120 % (variando geográficamente debido a los datos defectuosos).
En 2008, Greenpeace y el Cascadia Wildlands Project entablaron una demanda para impedir que el Servicio Forestal procediera con cuatro ventas de madera en la NF de Tongass, programadas para extraer alrededor de "30 millones de pies tablares de madera de Tongass", una cantidad cercana al volumen anual que se estaba talando. Las ventas se realizan en las islas Príncipe de Gales, Kupreanof, Mitkof y Revillagigedo. La demanda cuestionó el método de la agencia para calcular el impacto de la tala en la capacidad de carga del hábitat de los ciervos. En una historia de radio, el portavoz del demandante explicó que los datos que se utilizan para representar la calidad del hábitat en realidad no están correlacionados con la calidad del hábitat, y que el multiplicador de ciervos mencionado anteriormente se usó incorrectamente de acuerdo con la ciencia bajo la cual se derivó. La historia apunta a que el Servicio Forestal subestima los impactos no solo en los lobos sino también en los cazadores de ciervos de subsistencia.
En mayo de 2010, el juez federal de distrito Ralph Beistline negó la moción del demandante de juicio sumario, diciendo que "no encontró ninguna irregularidad por parte del Servicio Forestal" y que se trataba de un "desacuerdo científico". Los demandantes han apelado la decisión ante el Tribunal de Apelaciones del Noveno Circuito de Estados Unidos (Caso 10-35567). Un panel de tres jueces (Arthur Alarcón, Susan Graber y Jay Bybee) escuchó los argumentos orales en la apelación el 3 de mayo de 2011. El panel falló a favor de los demandantes el 2 de agosto de 2011, revocando en parte, anulando en parte y reenvío de la decisión del tribunal de distrito. El fallo dice, en parte:

"No creemos que USFS haya explicado adecuadamente su decisión de aprobar los cuatro proyectos de tala en Tongass... USFS no ha podido explicar cómo terminó con una tabla que identifica 100 ciervos por milla cuadrada como capacidad máxima de carga, pero permite 130 ciervos por milla cuadrada como capacidad de carga potencial. "La agencia está obligada a articular una conexión racional entre los hechos encontrados y las decisiones tomadas", lo que la agencia no ha hecho aquí. Pac. Coast Fed'n of Fisherman's Ass 'ns contra la Oficina de Reclamación de los Estados Unidos, 426 F.3d 1082, 1091 (9th Cir. 2005)..."

"Tenemos preguntas similares sobre el uso que hace USFS de los datos de VolStrata, que identifica el volumen total de madera y no la estructura del bosque, para aprobar los proyectos, donde la estructura del bosque, y no el volumen total de madera, es relevante para la habitabilidad de un terreno. El propio USFS ha reconocido las limitaciones en los datos de VolStrata... Debido a que debemos enviar a la agencia para reexaminar su modelo de ciervo, no necesitamos decidir si el uso de los datos de VolStrata fue arbitrario y caprichoso. proyectos propuestos, USFS utilizará los mejores datos disponibles..."

En un comunicado a la prensa, un portavoz de los demandantes dijo que los principios de esta demanda se aplican a cada venta de madera significativa entre 1996 y 2008 antes de que el Servicio Forestal corrigiera errores en el modelo de ciervo cuando la agencia emitió su Plan Forestal Tongass revisado, pero, Dijo que la agencia aún no aborda los impactos acumulativos en los ciervos, especialmente en la isla Príncipe de Gales, como se impugna en la demanda por venta de madera de Logjam. También dijo, "El propósito de la demanda es hacer que el Servicio Forestal retroceda y haga su análisis correcto sobre estas ventas de madera. Y creemos que cuando el Servicio Forestal hace eso, no puede justificar el volumen de la madera que decidió talar en estos proyectos".

### Litigio presentado en 2010
En enero de 2010, el Servicio Forestal fue demandado por la venta de madera Logjam de 73 millones de pies tablares en la isla Príncipe de Gales, por Tongass Conservation Society, Cascadia Wildlands y Greenpeace. En cuestión está el impacto de la excesiva densidad de carreteras en la mortalidad de los lobos y una mayor pérdida de hábitat para la presa principal (ciervos), entre otros problemas. La moción del demandante para un juicio sumario fue denegada por el Tribunal de Distrito de los Estados Unidos, Alaska, en septiembre, y el caso ha sido apelado ante el Tribunal de Apelaciones del Noveno Circuito de los Estados Unidos. El tribunal programó argumentos orales ante los jueces Betty Fletcher, Andrew Kleinfeld y Consuelo Callahan para el 29 de julio de 2011, en Anchorage.